# Singly na prvním místě v roce 2008 (USA)
Seznam singlů, které obsadily první místo v Billboard Hot 100 v roce 2008.
| Období        | Píseň                              | Umělec                           |
| ------------- | ---------------------------------- | -------------------------------- |
| 5. ledna      | "Low"                              | Flo Rida featuring T-Pain        |
| 12. ledna     | "Low"                              | Flo Rida featuring T-Pain        |
| 19. ledna     | "Low"                              | Flo Rida featuring T-Pain        |
| 26. ledna     | "Low"                              | Flo Rida featuring T-Pain        |
| 2. února      | "Low"                              | Flo Rida featuring T-Pain        |
| 9. února      | "Low"                              | Flo Rida featuring T-Pain        |
| 16. února     | "Low"                              | Flo Rida featuring T-Pain        |
| 23. února     | "Low"                              | Flo Rida featuring T-Pain        |
| 1. března     | "Low"                              | Flo Rida featuring T-Pain        |
| 8. března     | "Low"                              | Flo Rida featuring T-Pain        |
| 15. března    | "Love in This Club"                | Usher featuring Young Jeezy      |
| 22. března    | "Love in This Club"                | Usher featuring Young Jeezy      |
| 29. března    | "Love in This Club"                | Usher featuring Young Jeezy      |
| 5. dubna      | "Bleeding Love"                    | Leona Lewis                      |
| 12. dubna     | "Touch My Body"                    | Mariah Carey                     |
| 19. dubna     | "Touch My Body"                    | Mariah Carey                     |
| 26. dubna     | "Bleeding Love"                    | Leona Lewis                      |
| 3. května     | "Lollipop"                         | Lil Wayne featuring Static Major |
| 10. května    | "Bleeding Love"                    | Leona Lewis                      |
| 17. května    | "Bleeding Love"                    | Leona Lewis                      |
| 24. května    | "Take a Bow"                       | Rihanna                          |
| 31. května    | "Lollipop"                         | Lil Wayne featuring Static Major |
| 7. června     | "Lollipop"                         | Lil Wayne featuring Static Major |
| 14. června    | "Lollipop"                         | Lil Wayne featuring Static Major |
| 21. června    | "Lollipop"                         | Lil Wayne featuring Static Major |
| 28. června    | "Viva la Vida"                     | Coldplay                         |
| 5. července   | "I Kissed a Girl"                  | Katy Perry                       |
| 12. července  | "I Kissed a Girl"                  | Katy Perry                       |
| 19. července  | "I Kissed a Girl"                  | Katy Perry                       |
| 26. července  | "I Kissed a Girl"                  | Katy Perry                       |
| 2. srpna      | "I Kissed a Girl"                  | Katy Perry                       |
| 9. srpna      | "I Kissed a Girl"                  | Katy Perry                       |
| 16. srpna     | "I Kissed a Girl"                  | Katy Perry                       |
| 23. srpna     | "Disturbia"                        | Rihanna                          |
| 30. srpna     | "Disturbia"                        | Rihanna                          |
| 6. září       | "Whatever You Like"                | T.I.                             |
| 13. září      | "Whatever You Like"                | T.I.                             |
| 20. září      | "Whatever You Like"                | T.I.                             |
| 27. září      | "So What"                          | Pink                             |
| 4. října      | "Whatever You Like"                | T.I.                             |
| 11. října     | "Whatever You Like"                | T.I.                             |
| 18. října     | "Live Your Life"                   | T.I. featuring Rihanna           |
| 25. října     | "Womanizer"                        | Britney Spears                   |
| 1. listopadu  | "Whatever You Like"                | T.I.                             |
| 8. listopadu  | "Whatever You Like"                | T.I.                             |
| 15. listopadu | "Live Your Life"                   | T.I. featuring Rihanna           |
| 22. listopadu | "Live Your Life"                   | T.I. featuring Rihanna           |
| 29. listopadu | "Live Your Life"                   | T.I. featuring Rihanna           |
| 6. prosince   | "Live Your Life"                   | T.I. featuring Rihanna           |
| 13. prosince  | "Single Ladies (Put a Ring on It)" | Beyoncé                          |
| 20. prosince  | "Live Your Life"                   | T.I. featuring Rihanna           |
| 27. prosince  | "Single Ladies (Put a Ring on It)" | Beyoncé                          |